# Sbarramento Passo Resia
Lo sbarramento Passo Resia (in tedesco Sperre Reschenpass) è uno sbarramento che fa parte del XIII settore di copertura Venosta, nel Vallo alpino in Alto Adige. Lo sbarramento si trova presso il passo Resia, in Alta Val Venosta, presso il confine con l'Austria.

## Storia

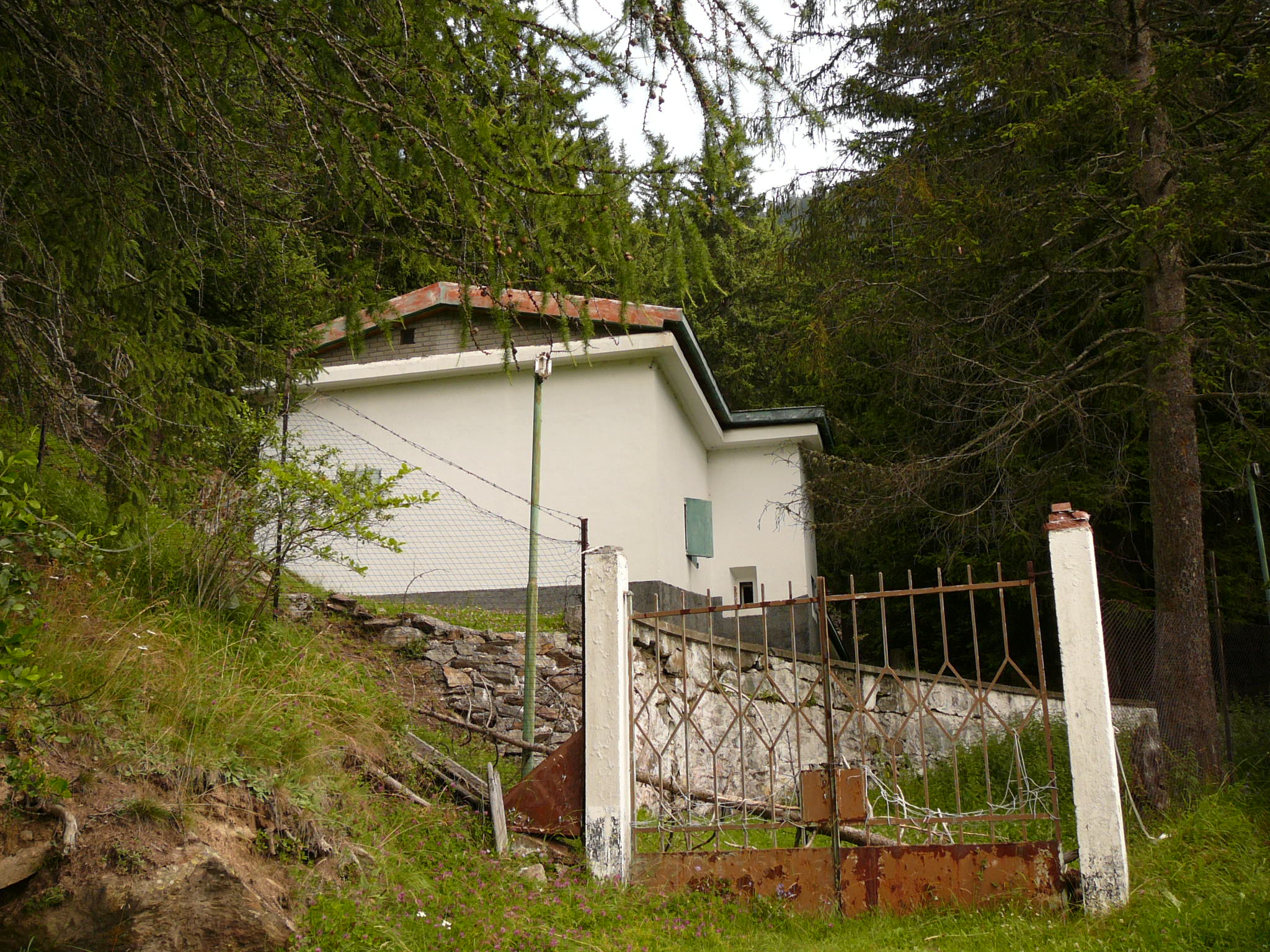
La casermetta per gli Alpini d'arresto

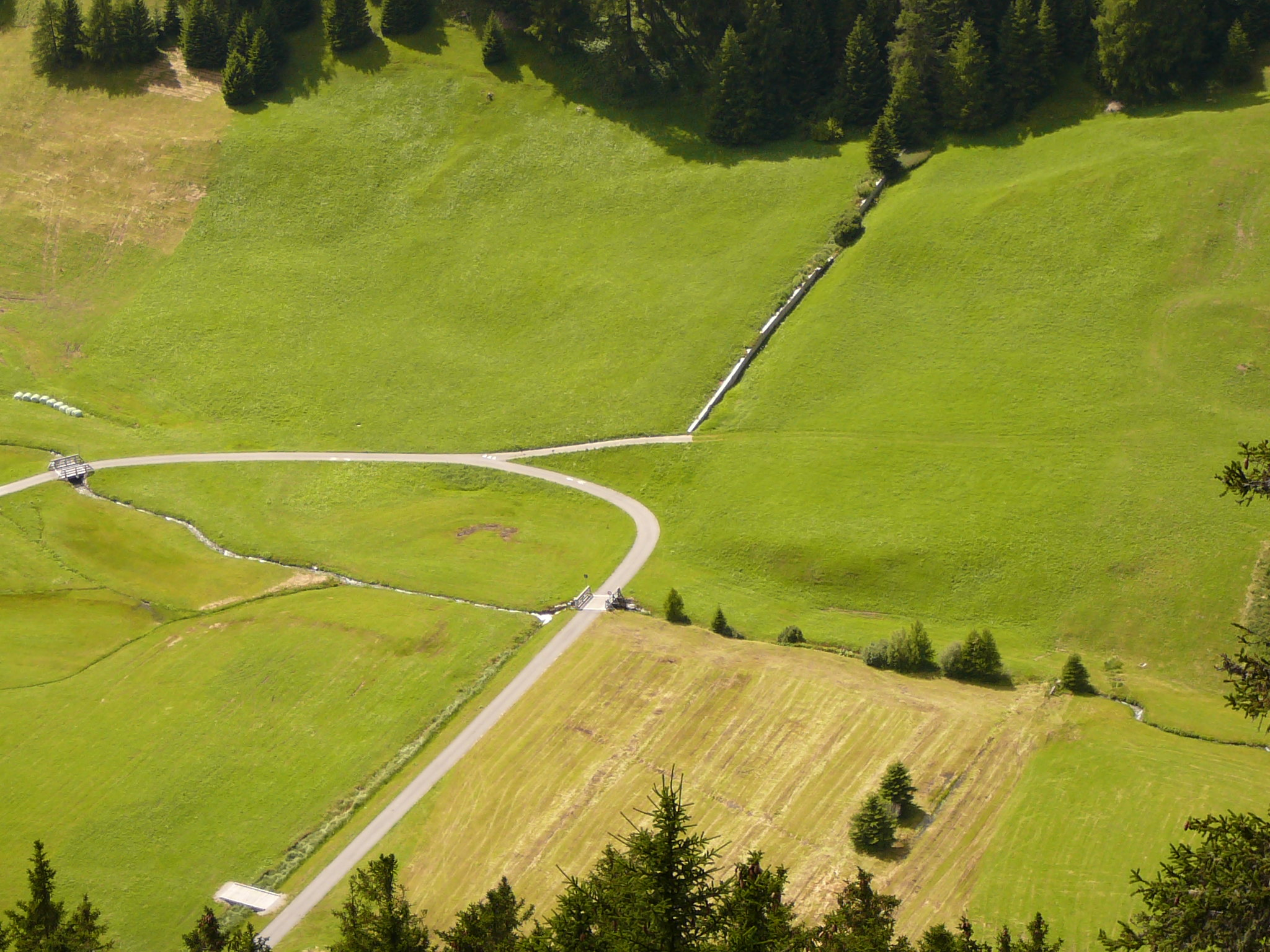
Il fossato anticarro dalla strada che porta al Pian dei morti

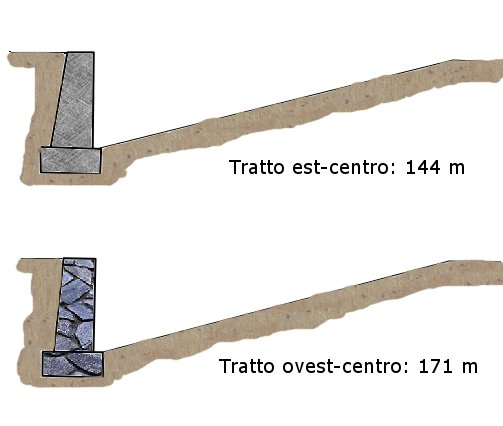
Struttura del fossato anticarro del fondovalle

Nel progetto iniziale, la sistemazione della direttrice Resia, consisteva in un caposaldo nel fondo valle con funzione anticarro, uno sbarramento situato nei pressi del passo Resia e lo sbarramento Pian dei Morti (ted. Plamort, noto in particolare per il suo sbarramento anticarro a denti di drago) a est del passo, sul versante ovest del Piz Clopai (ted. Klopaier Spitze) a quota 2.083 m. I due sbarramenti risultavano già completati nel 1938 e comprendevano:
- 3 centri "tipo 200” sul fondo valle, armati da un totale di 6 mitragliatrici e due pezzi anticarro da 57/43 in casamatta metallica o corazzata; vi era inoltre un ostacolo passivo, costituito da un fossato anticarro, difeso dal relativo pezzo dell'Opera III e lungo circa 320 metri;
- 3 centri "tipo 450” presso il Pian dei Morti, armati da un totale di 6 mitragliatrici più 2 postazioni in barbetta: la prima armata da una sola mitragliatrice, l'altra armata da un pezzo anticarro da 47/32 a est del fossato anticarro.

Sul I sistema difensivo lungo la linea del confine, ovvero tra il Piz Lat e il monte Cantore, erano previste alcune postazioni e 11 casermette difensive.
Con l'avvento del gennaio 1939, si decise per un ampliamento dello sbarramento, aggiungendo alcune opere tipo “7000”, ovvero per l'Opera IV, con un appostamento per mitragliatrice ed un pezzo anticarro; inoltre, a ovest del paese di Resia, presso la località Froi, fu progettata una postazione anticarro armata da un cannone obice 65/17 Mod. 1908/1913 e due piazzole armate da un cannone 75/27 Mod. 1906. Verso la fine del 1939, nella zona più arretrata dello sbarramento i lavori erano ancora in procedimento, e con l'arrivo della circolare 15000, vennero adeguati alcuni progetti, come un ulteriore ampliamento dell'area difensiva, con una nuova sistemazione del fossato anticarro, a sud di quello preesistente con annesse opere ai fianchi, oltre ad un'ulteriore postazione da 75/27.
Alla fine del 1942, i lavori di costruzioni di bunker in Alto Adige si fermò, e solo 17 opere risultavano completate; tra queste anche 5 opere che rispettavano la circolare 15000, però prive di armamenti e allestimenti; un'unica opera fu allestita, mentre solamente 3 opere (del "tipo 200") furono completate e consegnate alla Guardia alla Frontiera (G.A.F.).
Fu proprio nello sbarramento del Passo Resia che vi fu qualche scontro tra la G.A.F. e l'esercito nazista che stava scendendo in Italia, come quello avvenuto il 9 settembre 1943, presso le opere del Passo Resia. Da notare che le opere nel 1943 non erano ancora del tutto ultimate, e sicuramente non tutte armate.
Dopo la riattivazione in ambito NATO, allo sbarramento composto di 9 opere, è stato dato il nome in codice Remo/Romolo. Lo sbarramento aveva assegnati: 12 ufficiali, 20 sottoufficiali e 222 soldati di truppa, per un totale di 254 uomini. Questi alloggiavano in una casermetta posta accanto all'opera 14.
Le opere reimpiegate furono quindi quelle del fondo valle.
L'Opera III, è stata demolita negli anni passati, per far posto ad un tornante di una strada forestale. Dell'opera resta solo qualche pezzo: la torretta e qualche camino d'aerazione.

## Fossato anticarro
Oltre al ben noto ostacolo anticarro a mo' di denti di drago dello sbarramento Pian dei Morti, anche lo sbarramento del fondovalle aveva un suo fossato anticarro, che dall'opera IV raggiungeva l'opera II, tagliando la vallata, e quindi anche la strada statale.
Il fossato aveva una lunghezza totale di 351 metri, di cui i primi 144, dall'opera IV al rio, erano in calcestruzzo. La seconda parte invece, lunga 171 metri, era della stessa altezza, ma in blocchi di pietra (oggi non è più esistente). Il fossato poggiava su una base spessa 1 metro circa e alta 40 cm. Il fossato in sé invece era alto 1,5 metri e spesso 40 cm circa. La struttura del fossato rendeva non sovrarcabile uno spazio di ben 6 metri per tutta la larghezza del fossato.

## Tabella delle opere dello sbarramento
|           | Tipo          | Fuc. MTR | MTR | Cann A.C. | Cannoni 75/27 | Osserv. |
| --------- | ------------- | -------- | --- | --------- | ------------- | ------- |
| Opera I   | Piccola CLS   | -        | 2   | -         | -             | -       |
| Opera II  | Media CLS     | -        | 2   | 1         | -             | 1/t     |
| Opera III | Piccola CLS   | -        | 2   | 1         | -             | 1/t     |
| Opera IV  | Piccola CLS   | -        | 1   | 1         | -             | -       |
| Opera V   | Batteria Froi | -        | -   | -         | 4             | -       |
| Opera 14  | Media CAV     | -        | 3   | -         | -             | -       |
| Opera 16  | Media CLS     | -        | 2   | -         | 1 Mod. 90/32L | -       |
| Opera 18  | Grande CAV    | -        | -   | -         | -             | 1       |
| Opera 19  | Grande CAV    | 1        | 5   | -         | -             | 1/t     |
| Opera 20  | Grande CAV    | 1        | 5   | -         | -             | -       |
| Totale    | 10            | 2        | 22  | 3         | 4+1           | 4       |

## Descrizione delle opere dello sbarramento

### Complesso Romolo

#### Opera I
- Come raggiungere l'opera:

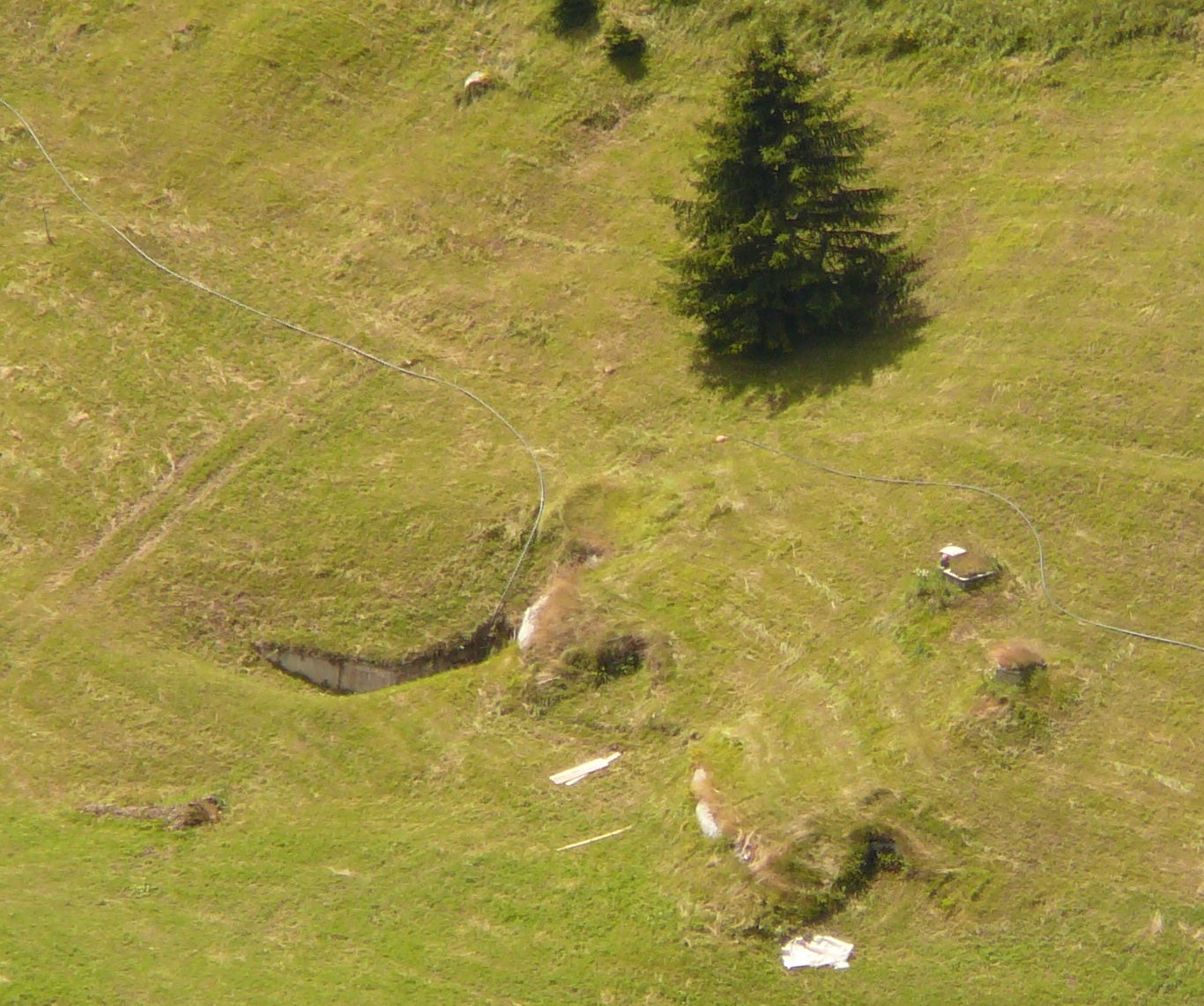
L'opera I vista dall'alto

L'opera si trova dietro al fossato anticarro che collega l'opera IV all'opera II. In se è facilmente riconoscibile perché è posizionata in mezzo al prato, da cui fuoriescono camini e feritoie per mitragliatrici.
- Caratteristiche:

L'opera è di piccole dimensioni, costruita in calcestruzzo. Ha un unico ingresso e due piccole feritoie per mitragliatrici. Oltre alle due feritoie, fuoriescono dal prato vistosi camini di aerazione.
- Nome in codice (in ambito NATO): "Azzano"
- Armamento previsto:

2 mitragliatrici
- Ingressi:

L'opera ha 1 ingresso
- Dati relativi a luglio 2007.
- Coordinate geografiche: 46°50′25.55″N 10°30′13.3″E

#### Opera II
- Come raggiungere l'opera:

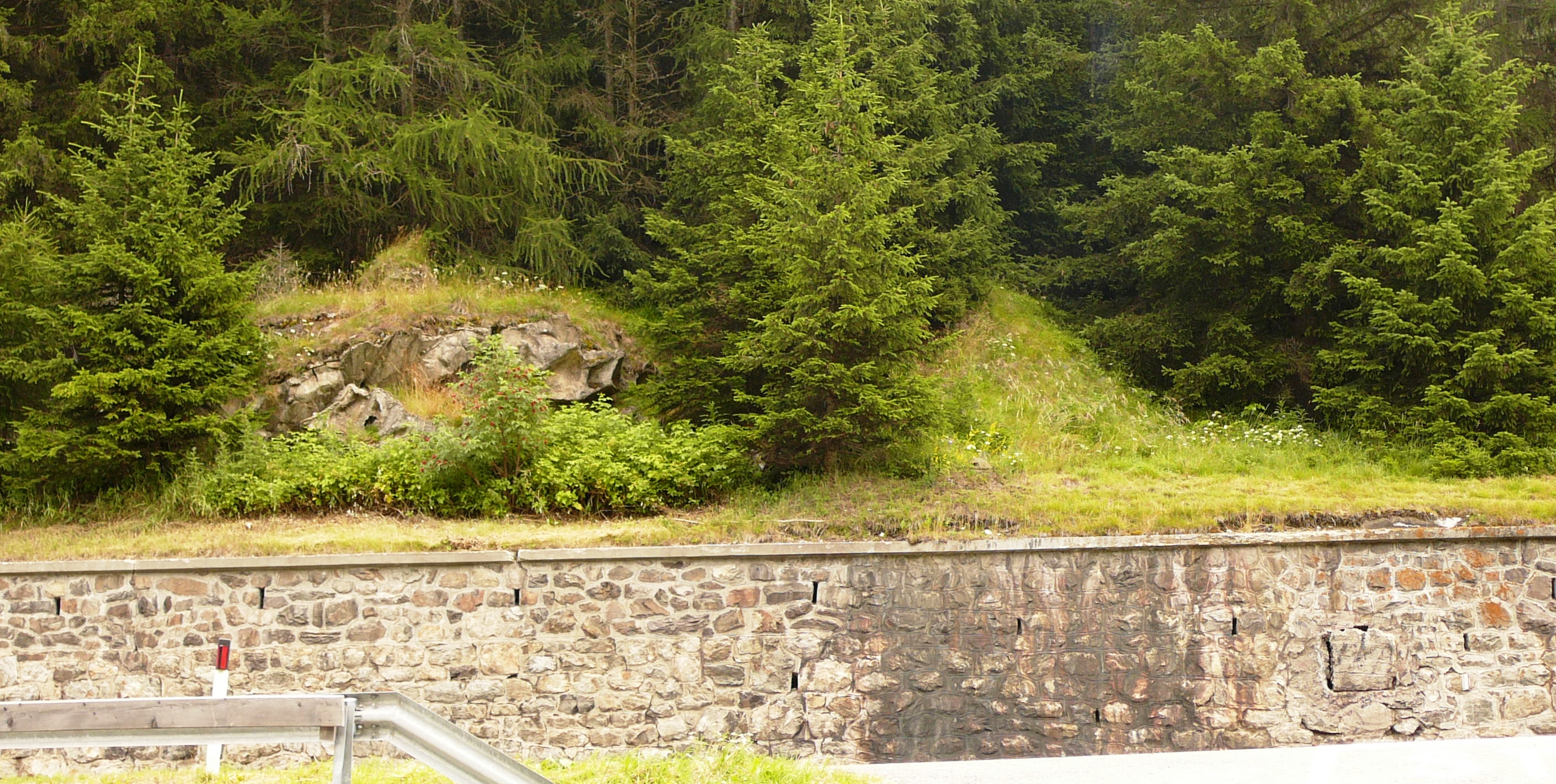
La torretta e l'atipica feritoia dell'opera II

L'opera si trova presso il passo. Dall'abitato di Resia, andando verso il confine, lungo la strada statale, si trova sulla destra; facilmente riconoscibile in quanto a destra della strada si trova un terrapieno. Su questo terrapieno addirittura sbucava una feritoia, oggi richiusa.
Dall'opera partiva il fosso anticarro che si dilungava per una lunghezza di 320 metri, sino all'opera IV.
- Caratteristiche:

L'opera è di medie dimensioni, costruita in calcestruzzo, e con una torretta.
- Nome in codice (in ambito NATO): "Bosia"
- Armamento previsto:

2 mitragliatrici, 1 cannone anticarro ed 1 torretta
- Ingressi:

L'opera ha 1 ingresso
- Dati relativi a novembre 2009.
- Coordinate geografiche: 46°50′28.89″N 10°30′26.46″E

#### Opera III
- Come raggiungere l'opera:

L'opera si trova in posizione più arretrata rispetto alla IV e alla I, sempre su versante ovest della montagna. Facilmente individuabile seguendo la stradina sterrata che si dirige nel bosco; l'opera si trovava proprio al di sotto del secondo tornante di questa strada.
- Caratteristiche:

L'opera è di piccole dimensioni in calcestruzzo. In tempi recenti l'opera è stata demolita per far posto alla costruzione di un tornante di una strada forestale. Dell'opera ora rimangono alcuni pezzi dei camini e la parte metallica della torretta.
- Nome in codice (in ambito NATO): "Cervo"
- Armamento previsto:

2 mitragliatrici, 1 cannone anticarro ed 1 torretta
- Ingressi:

L'opera non ha più ingressi, sono rimasti solo resti.
- Dati relativi a luglio 2007.
- Coordinate geografiche: 46°50′16.89″N 10°30′12.59″E

#### Opera IV
- Come raggiungere l'opera:

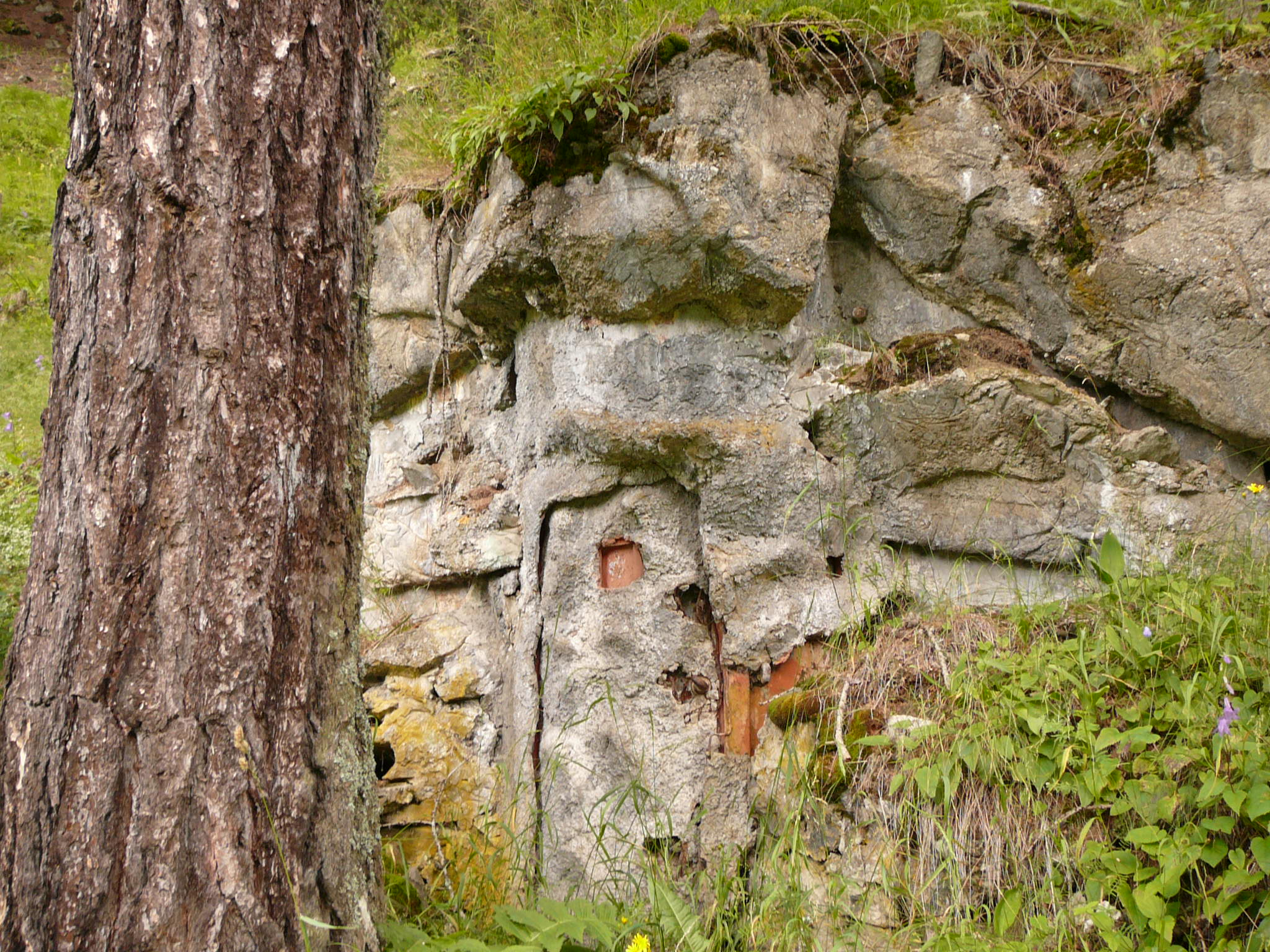
L'ingresso dell'opera IV

Avendo presente l'ubicazione del fossato anticarro, dall'opera II ci si può facilmente orientare per trovare l'opera IV, che però in realtà si trova in posizione leggermente arretrata rispetto al fossato anticarro, e coperta dalla vegetazione.
- Caratteristiche:

L'opera è di piccole dimensioni, costruita in calcestruzzo. Accanto all'opera si trova una garitta, una postazione come quella per il posto di guardia.
- Nome in codice (in ambito NATO): "Maenza"
- Armamento previsto:

Una mitragliatrice, un cannone anticarro
- Ingressi:

L'opera ha 1 ingresso
- Dati relativi a novembre 2009
- Coordinate geografiche: 46°50′29.93″N 10°30′11.65″E

#### Opera V
- Come raggiungere l'opera:

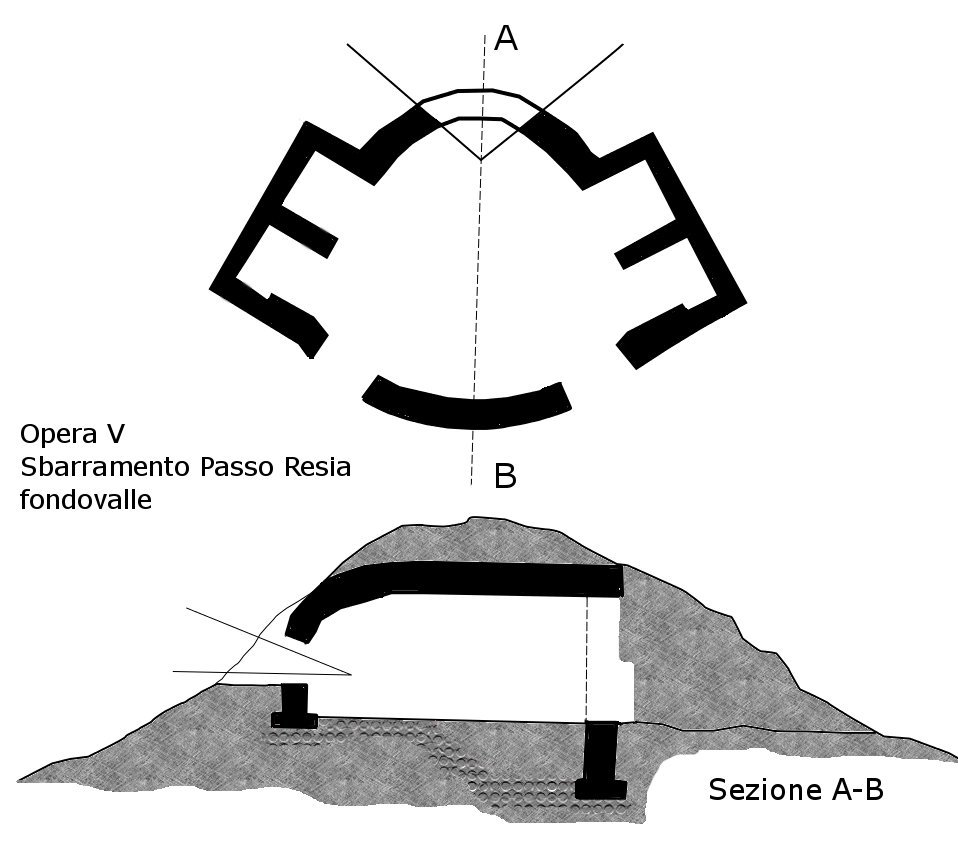
Piantina e sezione dell'Opera V

L'opera si trova in posizione arretrata rispetto a tutte le opere. È raggiungibile dalla località Froi
- Caratteristiche:

Più che un'opera vera e propria si tratta di una postazione in batteria che ospitava 4 pezzi da 75/27.
- Armamento previsto:

4 cannoni 75/27
- Ingressi:

L'opera ha 1 ingresso
- Dati relativi a luglio 2007
- Coordinate geografiche: 46°49′46.29″N 10°30′15.18″E

### Complesso Remo

#### Opera 14

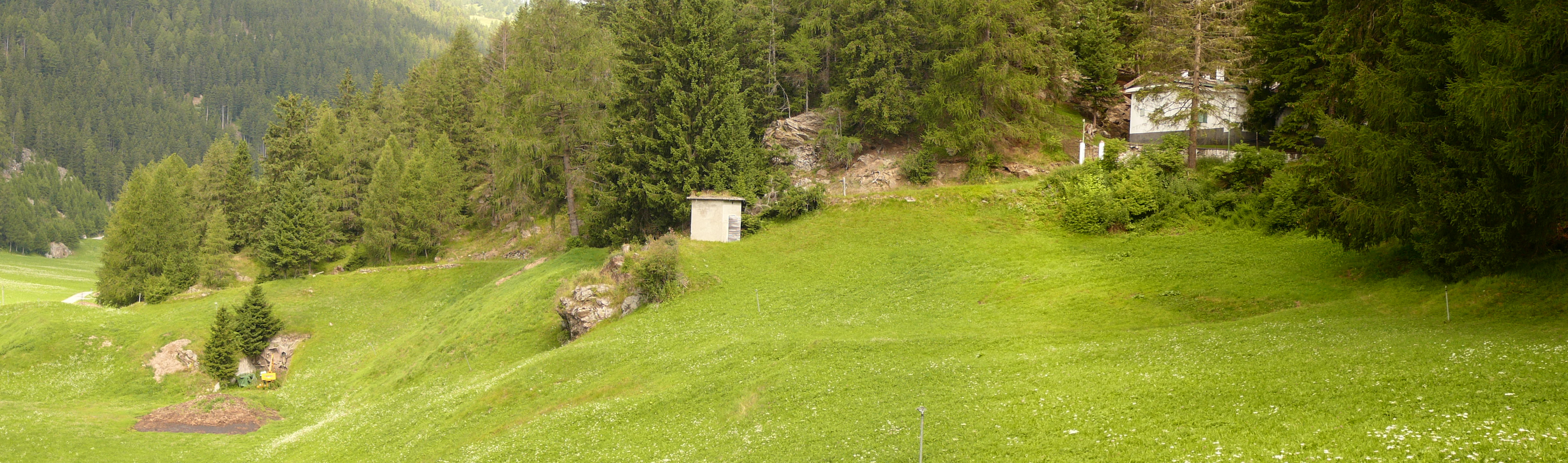
I due ingressi dell'opera, e a destra la casermetta degli Alpini d'Arresto

- Come raggiungere l'opera:

Uscendo dal paese di Resia in direzione del confine, dopo neanche 500 metri si trova un nuovo grande edificio squadrato (probabilmente una segheria); subito dopo l'edificio, all'inizio del bosco si trova l'opera.
- Caratteristiche:

L'opera è di medie dimensioni, in caverna. Al di sopra dell'opera si trova una piccola casermetta degli Alpini d'Arresto, che attualmente però ospita delle capre.
- Nome in codice (in ambito NATO): "2Peglio"
- Armamento previsto:

3 mitragliatrici
- Ingressi:

L'opera ha 2 ingressi
- Dati relativi a luglio 2007.
- Coordinate geografiche: 46°50′09″N 10°30′35.63″E

#### Opera 16
- Come raggiungere l'opera:

Dal paese di Resia andando verso il confine di stato, si prende la via "paese Vecchio", e la si segue fino ad incontrare lungo la via un impianto di risalita (tipo skilift); da qui ben si distingue un boschetto di forma circolare. È proprio dentro questo bosco che si cela l'opera 16.
- Caratteristiche:

L'opera media in calcestruzzo è immersa in un boschetto che sembra racchiuderla perfettamente in un cerchio, creandone una perfetta mimetizzazione. L'opera è disposta su due piani, e fu completata in ogni sua parte. Al suo interno si trova una scala alla marinara di collegamento fra i piani. Recentemente la provincia di Bolzano ha sigillato i due ingressi dell'opera con dei lucchetti.
Quest'opera è una di quelle riammodernate nel dopoguerra.
- Nome in codice (in ambito NATO): "Pogmo"
- Armamento previsto:

1 cannone 90/32L e 2 mitragliatrici poste su affustini fissi
- Ingressi:

L'opera ha 2 ingressi
- Dati relativi a novembre 2009.
- Coordinate geografiche: 46°49′55.68″N 10°30′13.62″E

#### Opera 18
- Come raggiungere l'opera:

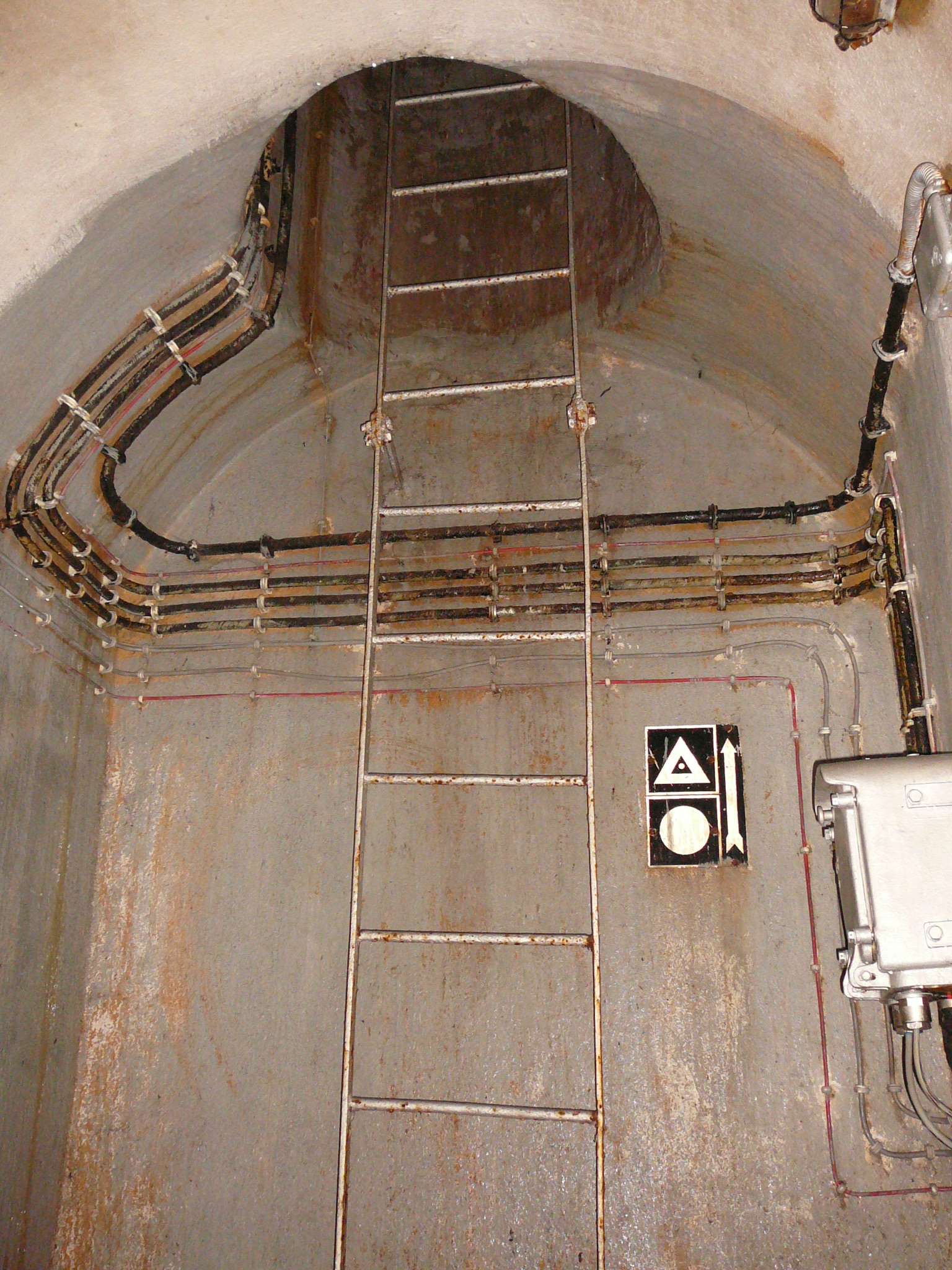
La scala alla marinara che porta alla torretta dell'opera 18

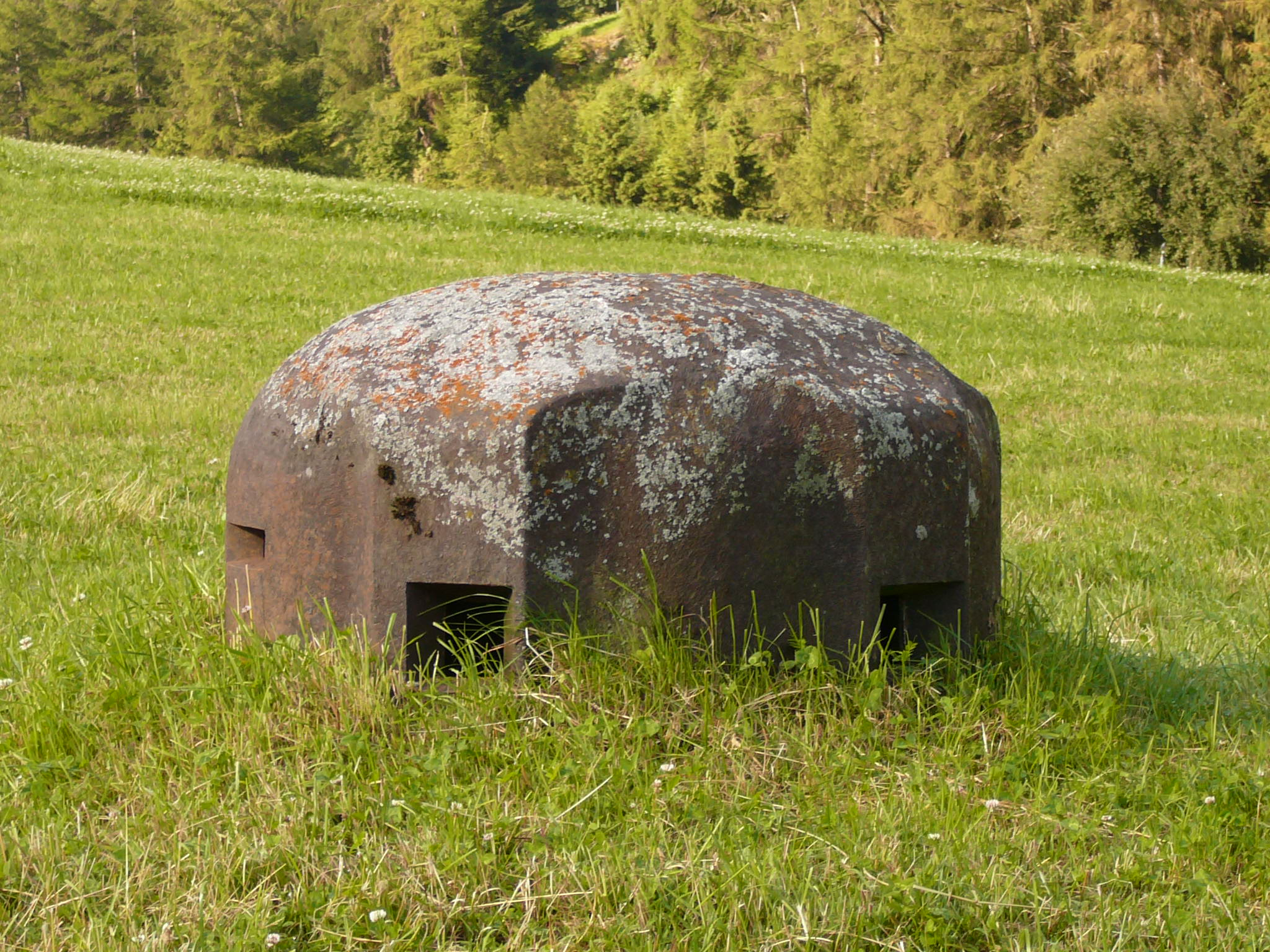
La torretta dell'opera 18 che domina la vallata

L'opera si trova nella parte più settentrionale del lago di Resia, scavata nella roccia della collinetta che si trova esattamente a nord, poco distante dal lago. Percorrere la strada statale direzione nord fino alla caserma dei carabinieri, quindi girare a sinistra (c'è un cartello con "zona industriale"): si entra nel paese vecchio. Proseguire fino al parco giochi pubblico, quindi prendere a destra. Poco dopo le case finiscono, e ci si trova a costeggiare la collina, a destra. Poco più avanti si trova un sentiero di ghiaia che risale il crinale.
Risalire per circa 50 metri: a sinistra si vede un affossamento nella costa della collina. Lì è ubicato l'ingresso ovest.
- Caratteristiche:

L'opera è di grandi dimensioni, in caverna. L'opera al suo interno non ha postazioni da combattimento, fuorché una torretta che dalla sommità della collina domina tutta la vallata sino al passo Resia. Per raggiungere la torretta è necessario salire 4 scalinate, intervallate a metà da due porte stagne.
L'opera ha una sola stanza ricovero e due ingressi, entrambi esposti a sud. Oltre alle due turche, l'opera è dotata di un lavabo. Ha 4 vasche in eternith e due centralini.
- Nome in codice (in ambito NATO): "Parà"
- Armamento previsto:

dato non reperibile
- Ingressi:

L'opera ha 2 ingressi
- Dati relativi a marzo 2011
- Coordinate geografiche: 46°49′45.41″N 10°30′33.58″E

#### Opera 19
- Come raggiungere l'opera:

L'opera è facilmente identificabile, in quanto si trova alle spalle dell'albergo Reschnerhof, uno degli ultimi edifici verso nord del paese di Resia.
- Caratteristiche:

L'opera è scavata in una caverna posta su di una naturale altura, con i malloppi esterni realizzati in calcestruzzo, che la rendono ben mimetizzata. L'opera è stata completata in ogni sua parte. Accanto al suo principale ingresso si trova una costruzione adibita a ricovero e magazzino.
- Nome in codice (in ambito NATO): "Siror"
- Armamento previsto:

5 mitragliatrici su affustini fissi e un fucile mitragliatore
- Ingressi:

L'opera ha 1 ingresso
- Dati relativi a luglio 2007
- Coordinate geografiche: 46°50′00.67″N 10°30′47.31″E

#### Opera 20
- Come raggiungere l'opera:

L'opera è facilmente trovabile, nonostante si trovi all'interno di un bosco molto fitto e con forte pendenza. Ciò è dovuto al fatto che basta seguire le indicazioni per la sorgente dell'Adige (Etschquelle), e la si trova, sul versante ad est di Resia.
- Caratteristiche:

L'opera è realizzata in caverna, di grandi dimensioni, con i malloppi esterni realizzati in calcestruzzo. L'opera ha una particolarità unica nel suo genere, infatti è stata costruita racchiudendo le sorgenti del fiume Adige, che fuoriescono dall'opera attraverso una canalizzazione dell'acqua dove è posta la targa della sorgente dell'Adige, all'esterno del manufatto.
L'opera è stata resa visitabile (parzialmente) al pubblico nell'estate 2011, dopo aver risanato un po' gli ambienti interni, ma avendo mantenuto pressoché intatto l'impianto dell'acqua e della luce, rispetto a quello originale dell'opera. La caponiera di difesa all'ingresso era provvista di 4 feritoie, e ubicata a lato dell'ingresso principale per poterlo proteggere. Qui due militari erano addetti alla difesa armati con MG 42/59, con una dotazione di 8.000 colpi oltre all'armamento individuale.
All'interno dell'opera le taniche da 500 litri in eternit sono state messe in un apposito locale che in seguito è stato sigillato.
- Nome in codice (in ambito NATO): "Vocca"
- Armamento previsto:

5 mitragliatrici su affustino fisso e 1 fucile mitragliatore
- Ingressi:

L'opera ha 2 ingressi
- Dati relativi a agosto 2011
- Coordinate geografiche: 46°50′10.66″N 10°30′52.03″E